# Українці в Мексиці
Українці в Мексиці — українська етнічна меншина, яка проживає на території Мексики. Загальна чисельність діаспори (згідно з даними перепису) становить 1 005 осіб, з них на консульському обліку перебуває 230 осіб. Першими українцями на території держави були вихідці з Австро-Угорської імперії, які обжились у місті Кампече. Більшість мігрантів у сільській місцевості зайняті в сільському господарстві Центральної Мексики, на Півночі Мексики а також на півострові Юкатан. Українці населяють також міста Мехіко, Пуебла, Куернавака, Толука, Монтеррей, Кампече, Веракрус та Акапулько. Значну частину мігрантів становлять науковці, викладачі, музиканти, артисти цирку та художники, які виїхали з України після 1991 року і, переважно, працюють в країні перебування за контрактами. Існує також невелика група українок, які одружилися з громадянами Мексики.
Найбільшою громадською організацією є об'єднання українців Мексики «Славутич», яке очолює Наталя Хотяїнцева, діють кафедри української мови у Національних Університетах Мехіко та Монтерея, ансамбль Українського танцю та одна газета.

## Відомі діаспоряни
- Маркос Мошинскі — видатний мексиканський фізик українсько-єврейського походження, чиї дослідження в галузі фізики елементарних частинок були удостоєний премії Принца Астурійського з технічних та наукових досліджень в 1988 році.
- Тося Маламуд (1923—2008) — мексиканська скульпторка українського походження (уродженка Вінниці), одна із перших жінок-випускниць мексиканської Національної школи мистецтв.